# Ситула

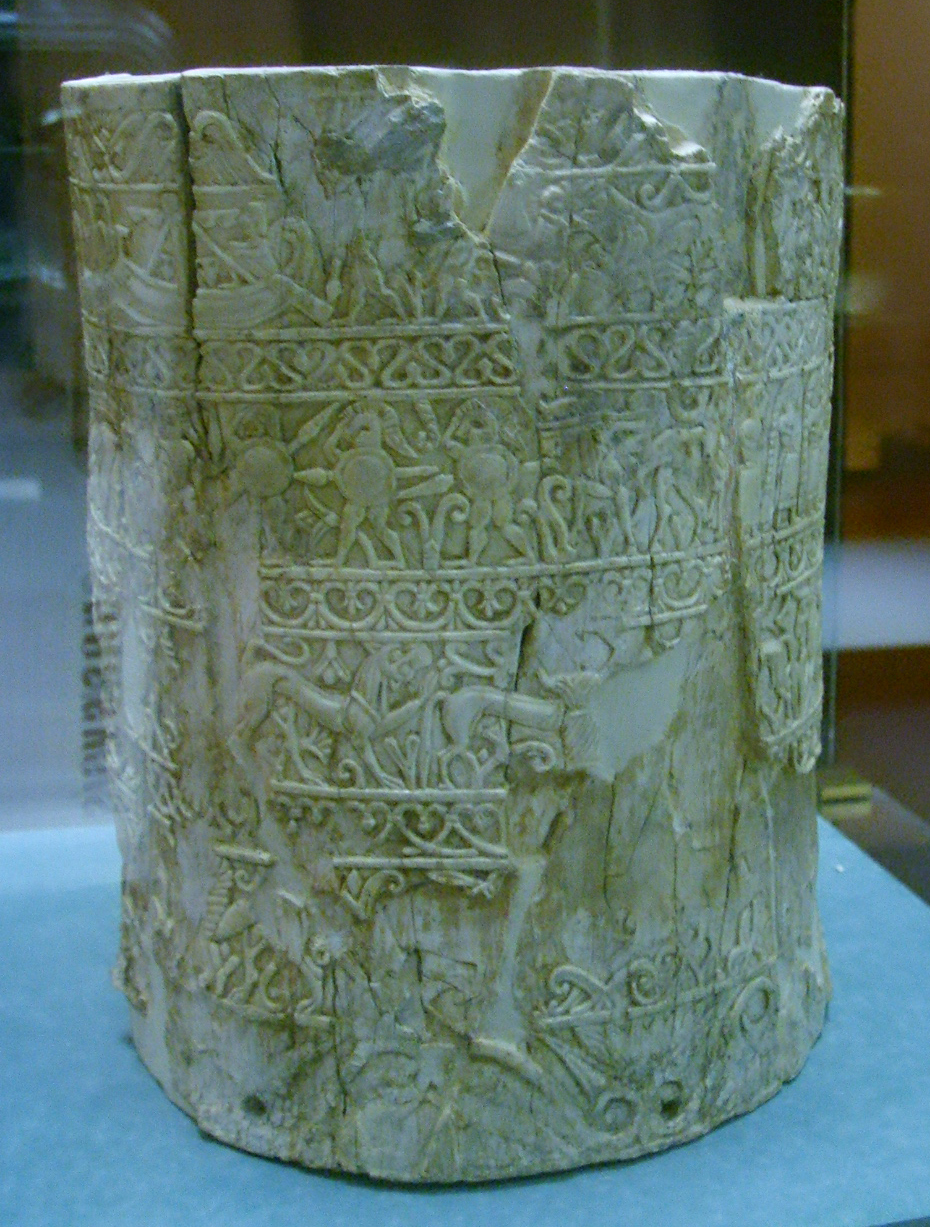
Ситула из Кьюзи, VII век до н. э. Археологический музей Флоренции

Си́тула (лат. situla) — древний сосуд в виде ведра, чаще всего металлический, реже терракотовый, распространённый у ряда древних культур Средиземноморья. Обычно ситула имела церемониальное предназначение. Имела форму цилиндра или усечённого конуса, с плоским или закруглённым дном, иногда с ручкой.
Ситулы были распространены в эпоху железного века среди таких италийских народов, как венеты, этруски, кельты и даже германцы. Древнеегипетские ситулы имели характерное расширение книзу. Немецкий архитектор и теоретик искусства XIX века Готфрид Земпер использовал этот пример для своей теории аналогии принципов формообразования в художественных ремёслах и архитектуре.